# ابومیشن
ابومیشن(امیل بلونسکی) یک شخصیت تخیلی در کتاب‌های کامیک مارول کامیکس می‌باشد. این کاراکتر به وسیلهٔ استن لی و گیل کین خلق شده و در قصه‌هایی برای تحیر شمارهٔ ۹۰ام (آوریل ۱۹۶۷) برای اولین بار معرفی شد.
از این شخصیت در چندین محصول مارول از جمله انیمشین، بازی رایانه‌ای و آرکید، سریال تلویزیونی، اسباب بازی و کارت بازی استفاده شده است. همچنین تیم راث این شخصیت را در هالک شگفت‌انگیز (۲۰۰۸)، شانگ-چی و افسانه ده حلقه (۲۰۲۱)،  شی هالک: وکیل دادگستری (۲۰۲۲) بازی کرد.
بیزاری در سال ۲۰۰۹ رتبه ۵۴ام "بزرگترین تبه‌کاران کمیک تاریخ" را از طرف آی‌جی‌ان دریافت کرد.